# Gruczoł jarzmowy
 Gruczoł jarzmowy, dawniej ślinianka oczodołowa (łac. glandula zygomatica) – gruczoł ślinowy występujący u drapieżnych.
Gruczoł jarzmowy jest ślinianką surowiczo-śluzową (produkuje wydzielinę i surowiczą, i śluzową).
U innych ssaków gruczołu jarzmowego nie wyróżnia się. Odpowiadają mu u nich gruczoły policzkowe górne, zwane też szczękowymi.
Jest to zwarty gruczoł. Leży on w okolicy łuku jarzmowego, po jego stronie wewnętrznej, blisko okostnej pokrywającej kości oczodołu, w dolnej jego części.
Gruczoł ten posiada nie 1, ale aż 4–5 przewodów wyprowadzających, jednakże 1 z nich góruje swymi rozmiarami nad pozostałymi. Dlatego też nazywa się go przewodem gruczołu jarzmowego większym. Ujścia przewodów wyprowadzających znajdują się w przedsionku jamy ustnej, w okolicy ostatniego z trzonowców.